# Historiecenter Dybbøl Banke

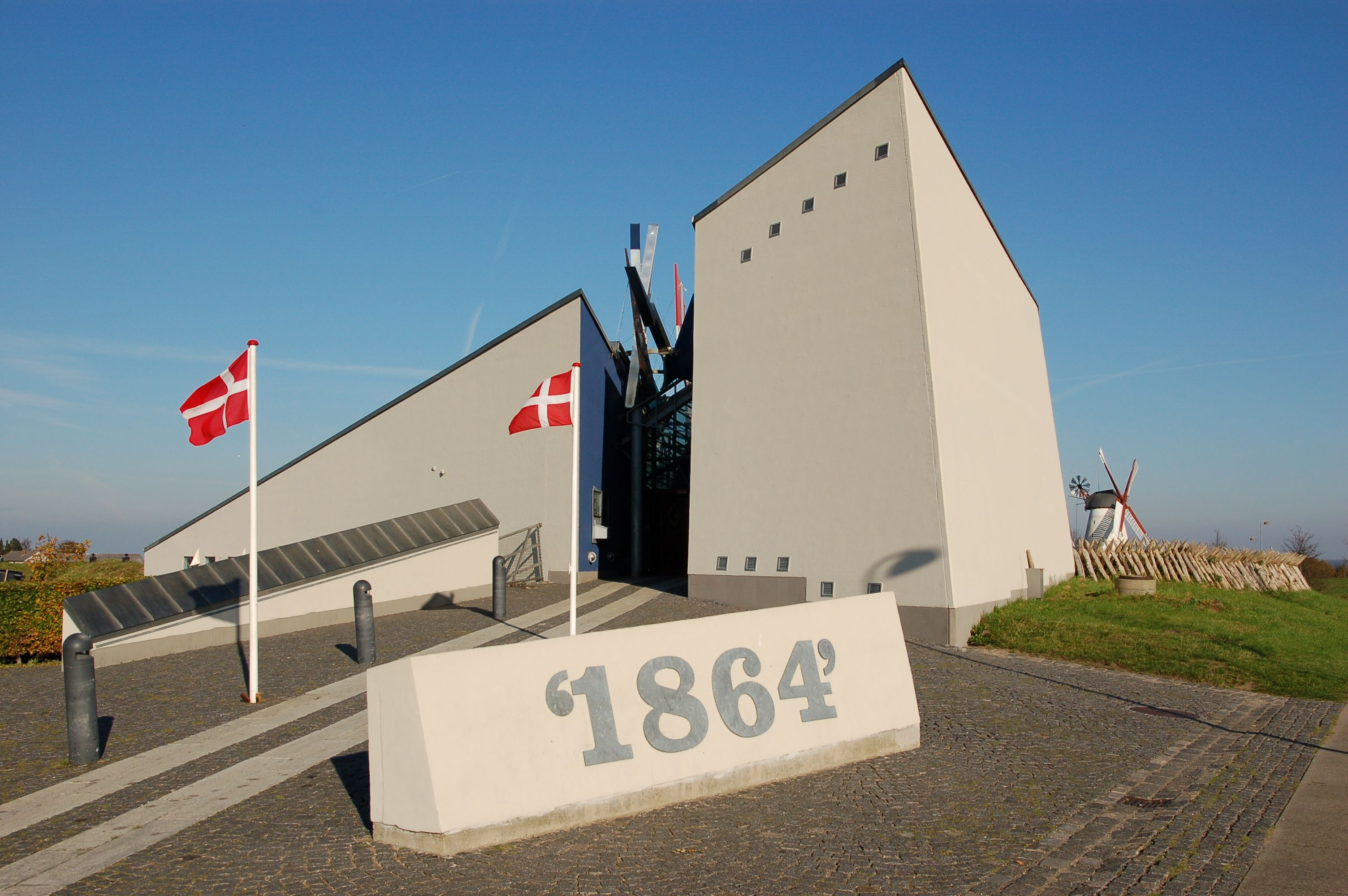
Historiecenter Dybbøl Banke. Hauptgebäude

Das Historiecenter Dybbøl Banke (deutsch Geschichtszentrum Düppeler Anhöhe) ist ein Museum und ein Geschichtspark an den Düppeler Schanzen in der Nähe der dänischen Stadt Sønderborg. Es dokumentiert die Vorgeschichte, den Verlauf und die Auswirkungen des Deutsch-Dänischen Krieges von 1864 und insbesondere von dessen Entscheidungsschlacht, bei der am 18. April 1864 preußische Truppen die Düppeler Schanzen einnahmen, wodurch der Krieg zugunsten Preußens und Österreichs entschieden wurde. Die Niederlage von 1864 gilt als eines der wichtigsten Ereignisse in der jüngeren dänischen Geschichte und prägt bis in die Gegenwart das Selbstverständnis des dänischen Volkes und dessen Verhältnis zu Deutschland und Europa.

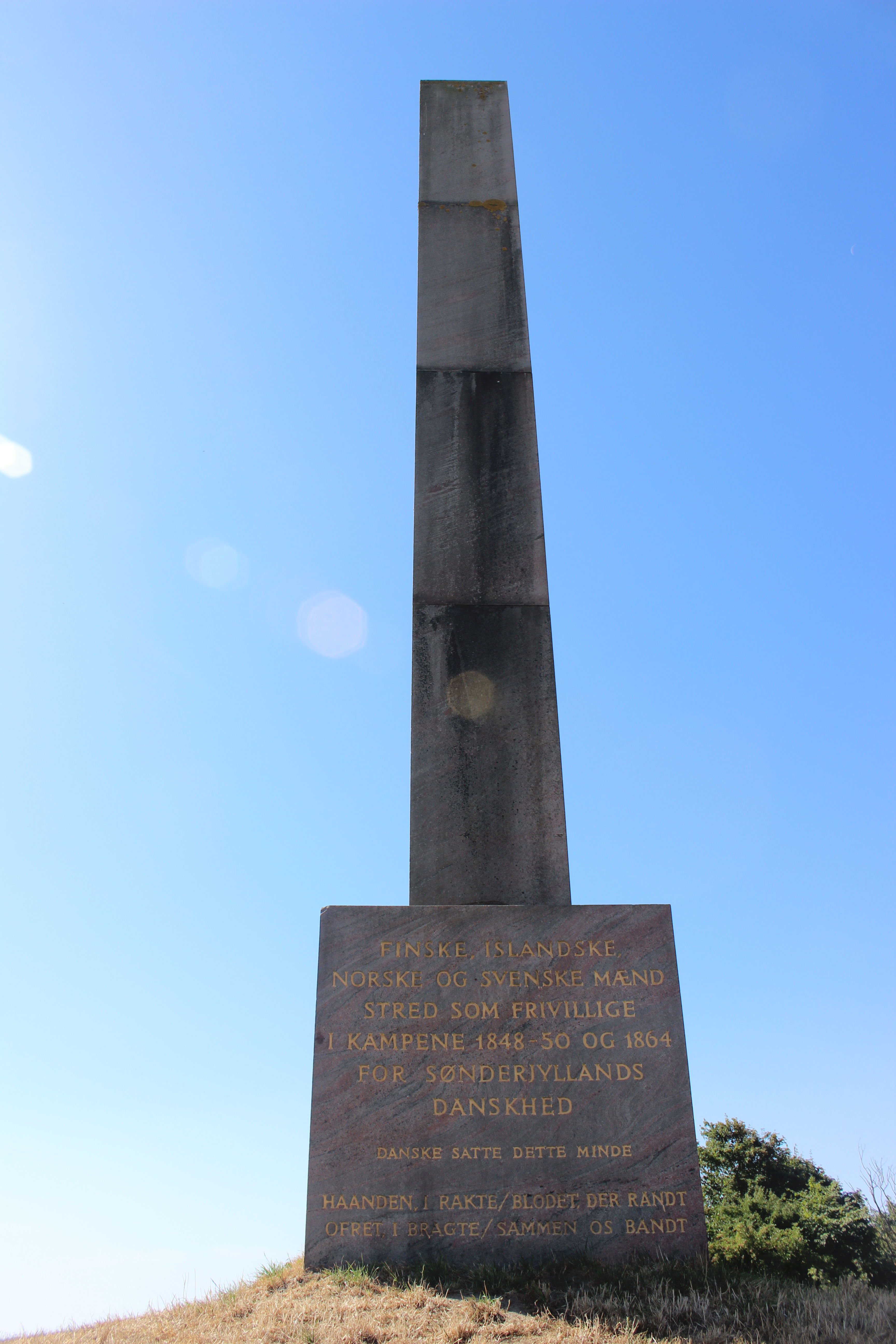
Gedenkinschrift für die finnischen, isländischen, norwegischen und schwedischen Soldaten, die für Dänemark gekämpft haben

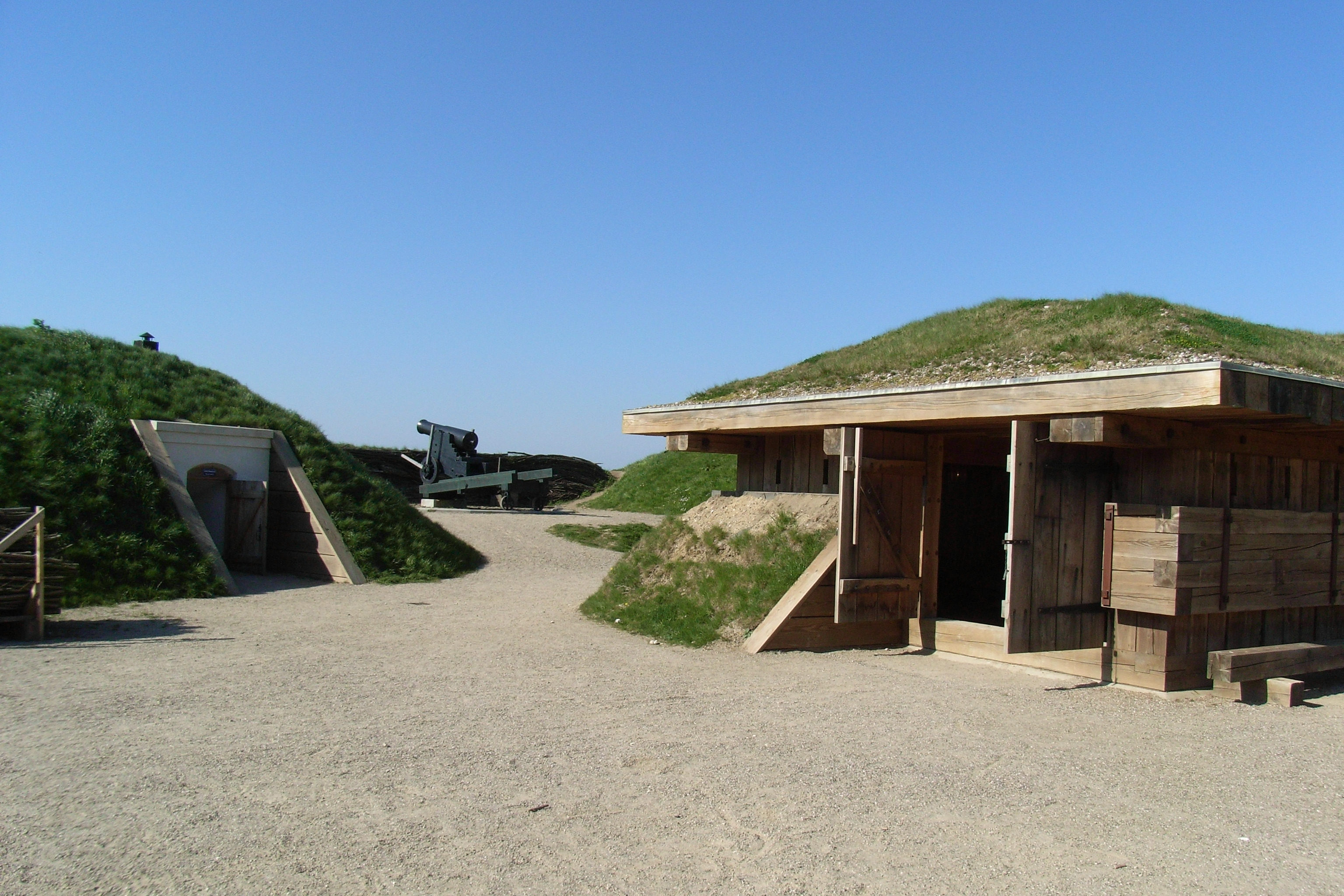
Außenbereich des Geschichtszentrums mit Nachbildung einer Schanzenanlage

Das 1992 eingeweihte Geschichtszentrum besteht aus einer Ausstellung, in der auch zwei Filme über die Vorgeschichte des Krieges und über die Schlacht vom 18. April 1864 gezeigt werden, und einer Außenanlage mit der originalgetreuen Nachbildung einer der Schanzen, die als dänische Verteidigungsanlagen dienten. In der Hauptsaison treten die Mitarbeiter des Museums in Originaluniformen als Erzähler auf, im Soldatendorf der Anlage können die Besucher durch verschiedene Aktivitäten die damaligen Lebensumstände nachempfinden.
Im Umfeld des Museums befinden sich verschiedene weitere Sehenswürdigkeiten mit historischem Bezug zum Deutsch-Dänischen Krieg. Hierzu zählen unter anderem das Schloss Sonderburg, die Düppeler Mühle, deren Zerstörung zum Symbol der Schlacht wurde, verschiedene Denkmäler an Grabstätten für gefallene dänische und preußische Soldaten, die Überreste einer bis 1872 errichteten und nach dem Ende des Zweiten Weltkrieges zerstörten deutschen Siegessäule sowie ein Gedenkstein für Louis Appia und Charles van de Velde, die während des Krieges als neutrale Beobachter die Kampfhandlungen überwachten und auf diese Weise die ersten Rotkreuz-Delegierten der Geschichte wurden.